# Urszula Kochanowska

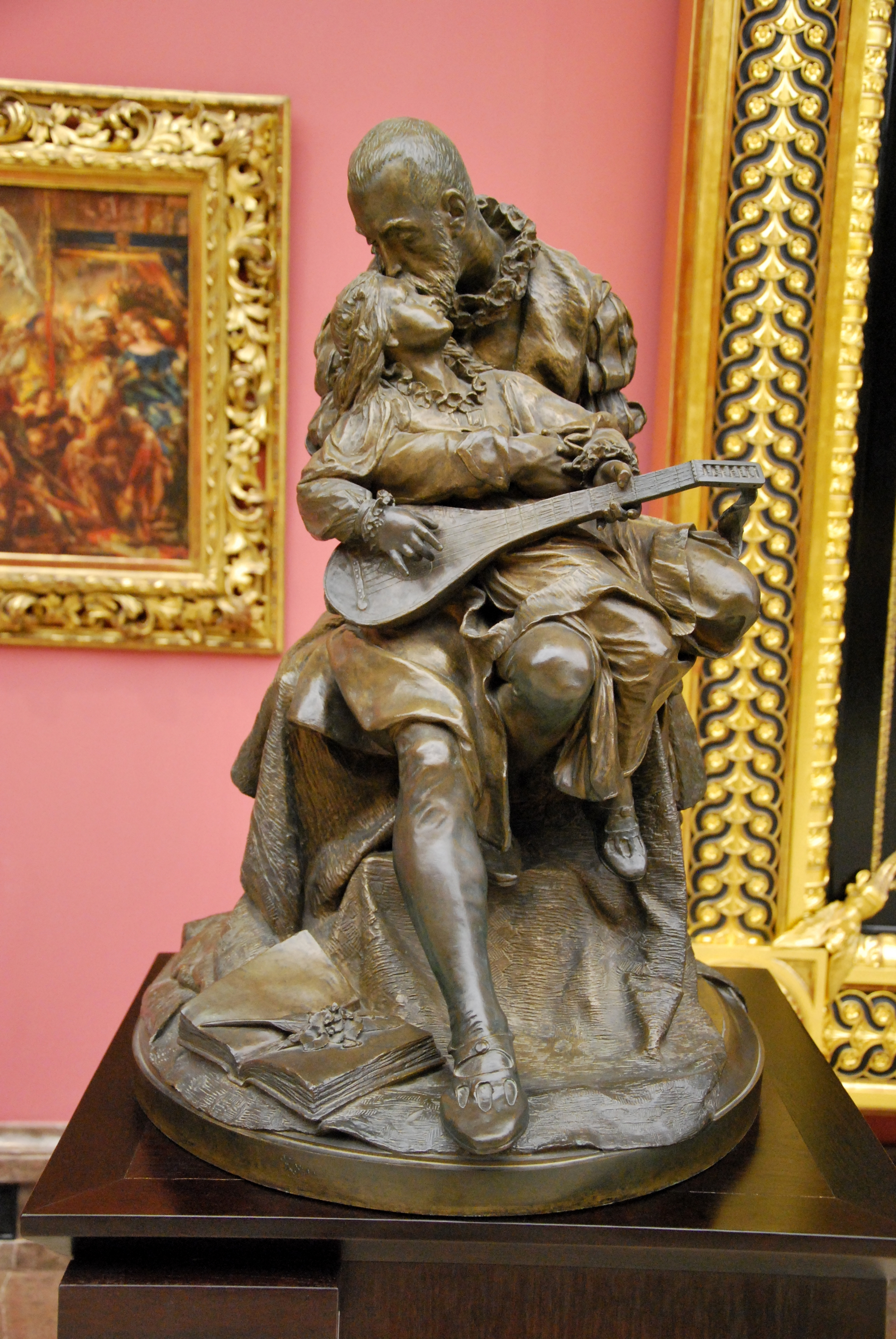
Jan Kochanowski z Urszulką rzeźba Zygmunta Trembeckiego w krakowskich Sukiennicach

Urszula Kochanowska, także Orszula Kochanowska (ur. 1575, zm. 1578) – córka poety Jana Kochanowskiego i Doroty Podlodowskiej, wnuczka Piotra Kochanowskiego.

## Życiorys
Urszula Kochanowska znana jest tylko z informacji zawartych w Trenach Jana Kochanowskiego – nie istnieją inne zewnętrzne źródła potwierdzające jej istnienie. Dlatego też formułowane były tezy, że być może jest ona tylko fikcyjną bohaterką utworu literackiego.
Według informacji poety zawartych w Trenach, Urszula już w wieku dwóch lat przejawiała zdolności poetycko-literackie, przez co rodzina i przyjaciele Kochanowskiego uznali ją za jego godną następczynię. Zmarła w wieku dwóch i pół lat, prawdopodobnie na tyfus, w roku 1578 lub 1579. Jej śmierć stanowiła dla Jana Kochanowskiego inspirację do napisania Trenów.